# Malpighia reyensis
Malpighia reyensis är en tvåhjärtbladig växtart som beskrevs av F. K. Meyer. Malpighia reyensis ingår i släktet Malpighia och familjen Malpighiaceae. Inga underarter finns listade i Catalogue of Life.